# Павловськ (Якутія)
Павловськ (рос. Павловск) — село у Мегіно-Кангалаському улусі Республіки Сахи Російської Федерації.
Населення становить 2004 особи. Належить до муніципального утворення Нерюктяїнський наслег.

## Географія

### Клімат
| Клімат Павловська         | Клімат Павловська | Клімат Павловська | Клімат Павловська | Клімат Павловська | Клімат Павловська | Клімат Павловська | Клімат Павловська | Клімат Павловська | Клімат Павловська | Клімат Павловська | Клімат Павловська | Клімат Павловська | Клімат Павловська |
| Показник                  | Січ.              | Лют.              | Бер.              | Квіт.             | Трав.             | Черв.             | Лип.              | Серп.             | Вер.              | Жовт.             | Лист.             | Груд.             | Рік               |
| Середній максимум, °C     | −37,1             | −29,5             | −13,6             | 1,0               | 12,9              | 22,4              | 25,4              | 21,5              | 11,6              | −3,7              | −24,4             | −35               | −4                |
| Середня температура, °C   | −40,8             | −35,2             | −21,7             | −6,3              | 6,5               | 15,4              | 18,5              | 14,9              | 6,0               | −8,4              | −29               | −38,8             | −9                |
| Середній мінімум, °C      | −44,5             | −40,9             | −29,7             | −13,5             | 0,1               | 8,4               | 11,7              | 8,3               | 0,4               | −13               | −33,6             | −42,6             | −15               |
| Норма опадів, мм          | 10                | 8                 | 6                 | 10                | 19                | 39                | 40                | 37                | 31                | 21                | 16                | 13                | 250               |
| ------------------------- | ----------------- | ----------------- | ----------------- | ----------------- | ----------------- | ----------------- | ----------------- | ----------------- | ----------------- | ----------------- | ----------------- | ----------------- | ----------------- |
| Джерело: climate-data.org |                   |                   |                   |                   |                   |                   |                   |                   |                   |                   |                   |                   |                   |

## Історія
Згідно із законом від 30 листопада 2004 року органом місцевого самоврядування є Нерюктяїнський наслег.

## Населення
| 2002 | 2010  |
| ---- | ----- |
| 2091 | ↘2004 |